# Maaike Polspoel
Maaike Polspoel (Vilvoorde, 25 de marzo de 1989) es una ciclista profesional belga. Como amateur comenzó a destacar en carreras profesionales belgas de cyclo-cross aunque de forma muy aislada debutando como profesional en 2008 con 18 años (en un equipo de carretera) donde comenzó a destacar en el ciclismo de montaña aunque también en carreras locales de manera aislada pero llegando a ser 2.ª en el Campeonato de Bélgica de Ciclismo de Montaña. A partir del 2010 comenzó a destacar en pruebas de carretera hasta tal punto que logró plaza para participar en la prueba en ruta de los Juegos Olímpicos de Londres 2012 donde acabó 29.ª. Además, en 2011 también probó en la disciplina de pista logrando la medalla en oro en la prueba de persecución por equipos.

## Palmarés
2008
- 2.ª en el Campeonato de Bélgica de Ciclismo de Montaña

2011
- 1 etapa del Profile Ladies Tour
- Campeonato de Bélgica Persecución por Equipos (haciendo equipo con Else Belmans y Kelly Druyts)

2013
- 2.ª en el Campeonato de Bégica en Ruta
- Erondegemse Pijl

2014
- Trofeo Maarten Wynants

## Resultados en Grandes Vueltas y Campeonatos del Mundo
Durante su carrera deportiva ha conseguido los siguientes puestos en las Grandes Vueltas femeninas y en los Campeonatos del Mundo en carretera:
| Carrera         | 2008 | 2009 | 2010 | 2011 | 2012 | 2013 | 2014 | 2015 | 2016 | 2017 |
| --------------- | ---- | ---- | ---- | ---- | ---- | ---- | ---- | ---- | ---- | ---- |
| Giro de Italia  | -    | -    | -    | 35.ª | -    | -    | 65.ª | -    | -    | -    |
| Tour de l'Aude  | -    | -    | -    | X    | X    | X    | X    | X    | X    | X    |
| Grande Boucle   | -    | -    | X    | X    | X    | X    | X    | X    | X    | X    |
| Mundial en Ruta | -    | -    | -    | 45.ª | -    | Ab.  | 40.ª | -    | -    | -    |

-: no participa

Ab.: abandono

X: ediciones no celebradas

## Equipos
- Topsport Vlaanderen (2008-2012)
  - Topsport Vlaanderen Thompson Ladies Team (2008-2009)
  - Topsport Vlaanderen-Thompson (2010)
  - Topsport Vlaanderen 2012-Ridley (2011)
  - Topsport Vlaanderen-Ridley 2012 (2012)
- Sengers Ladies Cycling Team (2013)
- Team Giant/Liv (2014-2015)[7]
  - Team Giant-Shimano (2014)
  - Team Liv-Plantur (2015)[7]
- Lensworld (2015[8] -2017)
  - Lensworld.eu-Zanatta (2015)
  - Lensworld-Zanatta (2016)
  - Lensworld-Kuota (2017)